# Panicum alatum
Panicum alatum là một loài thực vật có hoa trong họ Hòa thảo. Loài này được Zuloaga & Morrone mô tả khoa học đầu tiên năm 1996.